# Duccio Innocenti
Duccio Innocenti (Prato, 20 settembre 1975) è un allenatore di calcio ed ex calciatore italiano, di ruolo difensore.

## Caratteristiche tecniche

### Giocatore
Innocenti era un difensore centrale, impiegato con compiti di marcatura; ha giocato anche come centrale di destra in una difesa a 3, o come terzino destro di una difesa a 4. Era dotato di un potente tiro dalla distanza, che sfruttava in occasione dei calci piazzati.

## Carriera

### Giocatore

#### Club
Cresciuto nel vivaio della Fiorentina, debutta a livello professionistico con due stagioni nel Pontedera, la prima in Serie C1 e la seconda in Serie C2. Nel 1996 viene ingaggiato in comproprietà dalla Lucchese, con cui esordisce in Serie B segnalandosi come uno dei migliori giovani della categoria; a fine stagione viene interamente riscattato dalla società rossonera, e disputa da titolare anche il campionato 1997-1998, concluso con la salvezza.
Nel 1998 viene acquistato dal Bari, per 3 miliardi di lire, per sostituire Luigi Sala passato al Milan: con i galletti esordisce in Serie A, alternandosi con Luigi Garzya e Rachid Neqrouz nel ruolo di marcatore, e totalizza 86 presenze e 7 reti in tre stagioni nella massima serie. Dopo la retrocessione del 2001 chiede di essere ceduto; tuttavia rimane in forza ai pugliesi dopo la chiusura del calciomercato, e inizialmente è posto fuori rosa. Reintegrato da Arcangelo Sciannimanico poco dopo l'inizio del campionato, ritorna titolare con il nuovo allenatore Attilio Perotti. Conclude l'esperienza in Puglia nel 2003, dopo cinque campionati complessivi tra Serie A e Serie B.
Nell'estate del 2003 passa alla Lazio, ingaggiato a parametro zero e all'insaputa dell'allenatore Roberto Mancini; nella stessa sessione di mercato viene girato all'Atalanta nell'ambito dell'operazione che porta in biancoceleste Zauri e Dabo.
Con gli orobici ottiene la promozione nella massima serie al termine del campionato 2003-2004, nel quale diventa uno dei giocatori più amati dalla tifoseria; riconfermato anche per le due stagioni successive, perde il posto da titolare (14 presenze complessive), e a gennaio 2006 passa in prestito al Messina, sempre in Serie A. A fine stagione, rientrato a Bergamo, viene ceduto all'AlbinoLeffe, dove torna titolare agli ordini di Emiliano Mondonico totalizzando 35 presenze in campionato; a fine stagione si trasferisce al Grosseto, sempre tra i cadetti, disputando una stagione e mezza fino al febbraio 2009, quando passa in prestito per sei mesi al L.R. Vicenza.
Rimasto svincolato, il 3 novembre 2009, viene acquistato dalla Pistoiese, che disputa il campionato di Eccellenza, a seguito dell'infortunio del capitano Gabriele Gemignani. Vi rimane per un'unica stagione, conclusa con la sconfitta nei play-off contro il Mosciano, e a fine campionato conclude l'attività agonistica.

#### Nazionale
Ha fatto parte della Nazionale Under-21, convocato da Rossano Giampaglia nel 1997. Con gli Azzurrini ha disputato 6 partite, a cui si aggiunge la partecipazione ai Giochi del Mediterraneo, sempre nel 1997, nei quali ha conquistato la medaglia d'oro nella formazione allenata da Marco Tardelli.

### Allenatore
Inizia l'attività di allenatore nel settore giovanile del CF 2001, società dilettantistica pratese. Dal 27 marzo 2012 è l'allenatore in seconda e addetto per le giovanili del FC Lucca 2011, squadra di Serie D. Dal 16 agosto successivo diventa allenatore della prima squadra della società rossonera (che nel frattempo ha ripreso il nome di Lucchese), subentrando al dimissionario Luciano Bruni. Con i toscani non riesce a raggiungere l'obiettivo della promozione in Lega Pro Seconda Divisione, e a fine stagione non viene riconfermato. Ha ricoperto il ruolo di allenatore in seconda del Modena, vice di Hernán Crespo, poi esonerato e nuovamente nella stagione successiva come secondo di Simone Pavan fino al suo esonero, quando è divenuto collaboratore tecnico con l'arrivo di Ezio Capuano.

## Statistiche

### Presenze e reti nei club
Statistiche aggiornate al 30 maggio 2010.
| Stagione         | Squadra          | Campionato       | Campionato | Campionato | Coppe nazionali | Coppe nazionali | Coppe nazionali | Coppe continentali | Coppe continentali | Coppe continentali | Altre coppe | Altre coppe | Altre coppe | Totale | Totale |
| Stagione         | Squadra          | Comp             | Pres       | Reti       | Comp            | Pres            | Reti            | Comp               | Pres               | Reti               | Comp        | Pres        | Reti        | Pres   | Reti   |
| ---------------- | ---------------- | ---------------- | ---------- | ---------- | --------------- | --------------- | --------------- | ------------------ | ------------------ | ------------------ | ----------- | ----------- | ----------- | ------ | ------ |
| 1994-1995        | Pontedera        | C1               | 17         | 1          | CI-C            | 0               | 0               | -                  | -                  | -                  | -           | -           | -           | 17     | 1      |
| 1995-1996        | Pontedera        | C2               | 29         | 2          | CI-C            | 0               | 0               | -                  | -                  | -                  | -           | -           | -           | 29     | 2      |
| Totale Pontedera | Totale Pontedera | Totale Pontedera | 46         | 3          |                 | 0               | 0               |                    | -                  | -                  |             | -           | -           | 46     | 3      |
| 1996-1997        | Lucchese         | B                | 27         | 0          | CI              | 0               | 0               | -                  | -                  | -                  | -           | -           | -           | 14     | 1      |
| 1997-1998        | Lucchese         | B                | 29         | 2          | CI              | 2               | 0               | -                  | -                  | -                  | -           | -           | -           | 31     | 2      |
| Totale Lucchese  | Totale Lucchese  | Totale Lucchese  | 56         | 2          |                 | 2               | 0               |                    | -                  | -                  |             | -           | -           | 58     | 2      |
| 1998-1999        | Bari             | A                | 32         | 3          | CI              | 4               | 1               | -                  | -                  | -                  | -           | -           | -           | 36     | 4      |
| 1999-2000        | Bari             | A                | 28         | 4          | CI              | 2               | 0               | -                  | -                  | -                  | -           | -           | -           | 30     | 4      |
| 2000-2001        | Bari             | A                | 26         | 1          | CI              | 2               | 0               | -                  | -                  | -                  | -           | -           | -           | 28     | 1      |
| 2001-2002        | Bari             | B                | 25         | 0          | CI              | 0               | 0               | -                  | -                  | -                  | -           | -           | -           | 25     | 0      |
| 2002-2003        | Bari             | B                | 34         | 0          | CI              | 6               | 0               | -                  | -                  | -                  | -           | -           | -           | 40     | 0      |
| Totale Bari      | Totale Bari      | Totale Bari      | 145        | 8          |                 | 14              | 1               |                    | -                  | -                  |             | -           | -           | 159    | 9      |
| 2003-2004        | Atalanta         | B                | 34         | 0          | CI              | 1               | 0               | -                  | -                  | -                  | -           | -           | -           | 35     | 0      |
| 2004-2005        | Atalanta         | A                | 8          | 0          | CI              | 5               | 0               | -                  | -                  | -                  | -           | -           | -           | 13     | 0      |
| 2005-gen. 2006   | Atalanta         | B                | 6          | 0          | CI              | 4               | 0               | -                  | -                  | -                  | -           | -           | -           | 10     | 0      |
| gen.-giu. 2006   | Messina          | A                | 7          | 0          | -               | -               | -               | -                  | -                  | -                  | -           | -           | -           | 7      | 0      |
| ago. 2006        | Atalanta         | A                | -          | -          | CI              | 1               | 0               | -                  | -                  | -                  | -           | -           | -           | 1      | 0      |
| Totale Atalanta  | Totale Atalanta  | Totale Atalanta  | 48         | 0          |                 | 11              | 0               |                    | -                  | -                  |             | -           | -           | 59     | 0      |
| ago. 2006-2007   | AlbinoLeffe      | B                | 35         | 2          | CI              | -               | -               | -                  | -                  | -                  | -           | -           | -           | 35     | 2      |
| 2007-2008        | Grosseto         | B                | 36         | 0          | CI              | 1               | 0               | -                  | -                  | -                  | -           | -           | -           | 37     | 0      |
| 2008-gen. 2009   | Grosseto         | B                | 10         | 0          | CI              | 2               | 0               | -                  | -                  | -                  | -           | -           | -           | 12     | 0      |
| Totale Grosseto  | Totale Grosseto  | Totale Grosseto  | 46         | 0          |                 | 3               | 0               |                    | -                  | -                  |             | -           | -           | 49     | 0      |
| gen.-giu. 2009   | L.R. Vicenza     | B                | 7          | 0          | CI              | -               | -               | -                  | -                  | -                  | -           | -           | -           | 7      | 0      |
| nov. 2009-2010   | Pistoiese        | Ecc.             | 19+4       | 2          | CI-E            | 5               | 0               | -                  | -                  | -                  | -           | -           | -           | 28     | 2      |
| Totale carriera  | Totale carriera  | Totale carriera  | 409+4      | 17         |                 | 35              | 1               |                    | -                  | -                  |             | -           | -           | 448    | 18     |

## Palmarès

### Giocatore

#### Competizioni nazionali
- Serie B: 1

Atalanta: 2005-2006

#### Nazionale
- Giochi del Mediterraneo:1

Bari 1997